# Borough United FC
Borough United FC was een Welshe voetbalclub uit Llandudno Junction

## Geschiedenis
De club kwam in 1952 tot stand na een fusie tussen Llandudno Junction FC en Conwy Borough FC. 
In 1963 won de club de Welsh Cup tegen Newport County AFC waardoor er Europees voetbal gespeeld mocht worden. Het Maltese Sliema werd in de eerste ronde opzij gezet maar in de achtste finale was het Tsjechoslowaakse Slovan Bratislava de sterkere club.
In 1969 werd de club opgeheven.

## Erelijst
- Welsh Cup:
  - 1963

## Borough in Europa
#R = #ronde, 1/8 = achtste finale, T/U = Thuis/Uit, W = Wedstrijd, PUC = punten UEFA coëfficiënten .
Uitslagen vanuit gezichtspunt Borough United FC
| Seizoen | Competitie   | Ronde | Land              | Club                 | Totaalscore | 1e W    | 2e W    | PUC |
| ------- | ------------ | ----- | ----------------- | -------------------- | ----------- | ------- | ------- | --- |
| 1963/64 | Europacup II | 1R    | Vlag van Malta    | Sliema Wanderers     | 2-0         | 0-0 (U) | 2-0 (T) | 3.0 |
|         |              | 1/8   | Vlag van Tsjechië | TJ Slovan Bratislava | 0-4         | 0-1 (T) | 0-3 (U) | 3.0 |

Totaal aantal punten voor UEFA coëfficiënten: 3.0